# Вдзидзе
Вдзидзе (пол. Wdzydze,Kaszubskie Morze, Wielka Woda, Szerzawa) — озеро в лісах м.Тухоля Косьцерського повіту (Поморське воєводство), район Кашубщини.
Воно охоплює у себе п'ять взаємопов'язаних озер: Вдзидзе(пол. Wdzydze), Радольне(пол. Radolne), Ґолунь (пол. Gołuń), Єленьє(пол. Jelenie) і Слупінко(пол. Słupinko).
Всі озера знаходяться на території Вдзидзького природного парку (пол. Wdzydzki Park Krajobrazowy).
В озері, яке не має постійного з'єднання з Балтійським морем, проживає пструг струмковий, що є предметом спору серед іхтіологів.

## Морфометричні дані
Площа водосховища за різними джерелами коливається від 14,17 км², 14,556 км² або 15,703 км².
Води озера знаходиться на висоті 133,8-134,1 м над рівнем моря або 133,0-133,4 м. Середня глибина озера становить 15,2 м, в той час як максимальна глибина за різними даними становить 68 м — 69,5 або 70 м.